# Habrocestoides bengalensis
Habrocestoides bengalensis is een spinnensoort uit de familie springspinnen (Salticidae). De soort komt voor in India en is de typesoort van het geslacht Habrocestoides.